# أوغستو دونادو
أوغستو أوريليو فابريغا دونادو (مواليد 10 سبتمبر 1940) (بالإسبانية: Augusto Aurelio Fábrega Donado)‏ هو دبلوماسي بنمي وسفير بنما الحالي إلى روسيا، قدم أوراق اعتماده إلى الرئيس الروسي فلاديمير بوتين في 3 فبراير 2006.

## سيرته
ولد أوغوستو فابريغا في 10 سبتمبر 1940 في بنما. عمل مدرسا في المدرسة الابتدائية، ثم ذهب إلى الاتحاد السوفياتي للدراسة. تخرج مع مرتبة الشرف من كلية الطب، الجامعة الروسية لصداقة الشعوب، في تخصص «الأعمال الطبية». عمل طبيبا في موسكو وطوكيو وبنما. عمل لمدة 20 عاما في مستشفى سانتو توماس، وكان رئيس الإدارات الجراحية والتشغيلية. وهو أستاذ سريري في قسم الجراحة في كلية الطب في جامعة بنما.
في عام 2007، حصل على وسام بوشكين من الرئيس الروسي فلاديمير بوتين.
وهو متزوج ولديه طفلان وخمسة أحفاد.